# Proiecționistul
Proiecționistul este un film românesc din 2015 regizat de Norbert Fodor. Rolurile principale au fost interpretate de actorii Alex Mărgineanu.

## Distribuție
Distribuția filmului este alcătuită din:
- Alex Mărgineanu